# ゲンジスミレ
ゲンジスミレ（源氏菫、学名：Viola variegata var. nipponica）はスミレ科スミレ属の多年草。別名、イヨスミレ。
中国大陸等に分布するフイリゲンジスミレを分類上の基本種とする変種。葉の表面は暗緑色で裏面は紫色をおびる。稀な種。ミヤマスミレ節 Sect. Patellares に属する。

## 特徴
地下茎は短い。無茎の種で、高さは5-12cmになる。葉柄は長さ2-5(-15)cm、濃紫色になりふつう短毛が密生する。葉は平開し、葉身は長さ2-5cm、円心形から広卵心形で、先端は円頭、基部は深い心形になり、縁には低く円い鋸歯がある。表面は暗緑色、裏面は紫色をおび、両面に毛が生えるかまたはほとんど無毛。
花期は4-5月。花柄は長さ2-10cmになり、短毛が密生し、花柄途中には狭小な2個の小苞葉がある。花は淡紅紫色で、径約1.5-2cmになる。花弁は長さ8-11mm、すべての花弁に紫色の条があり、側弁の基部に毛が生える。唇弁の距は太くてやや長いか細長く、長さは7-8mmになり、紫色をおびる。萼片は披針形で、有毛、反対側の付属体の縁は2-3個の鋸歯があり、縁に短毛が生える。雄蕊は5個あり、花柱はカマキリの頭形になり、花柱上部の両翼は左右に張り出し、柱頭は下向きに突き出る。果実は楕円状の蒴果で、長さ約7mmになり、短毛が生えるかまたは無毛。染色体数は2n=24。

## 分布と生育環境
本州の長野県、山梨県に多く、青森県南部から岩手県中部、関東地方、岡山県、四国の愛媛県に隔離分布し、山地の夏緑樹林の林内や林縁に生育する。比較的日当たりの良い場所を好む。

## 名前の由来
和名のゲンジスミレは「源氏菫」の意。長野県で発見されたとき、葉の裏面が紫色をおびることから紫式部を想い、紫式部の作品である『源氏物語』とその主人公の光源氏を連想してつけられたという。
種小名（種形容語）variegata は、「斑紋のある」「雑色の」「斑入りの」の意味。変種名 nipponica は、「日本の」の意味。変種は、牧野富太郎 (1902) による記載。

## 分類
フイリゲンジスミレ Viola variegata Fisch. ex DC. (1821) var. variegata - ゲンジスミレの分類上の基本種で、葉の表面の葉脈に沿って白斑が顕著であるもの。朝鮮半島、中国大陸（東部・東北部・西部）、ロシア沿海地方に分布する。日本ではしばしば栽培される。
「イヨスミレ」は、ゲンジスミレの別名で、Viola umemurae Makino (1902) は、Viola variegata Fisch. ex DC. var. nipponica Makino (1902) のシノニムとなっている。イヨスミレは、1898年4月に愛媛県温泉郡難波村（現、松山市）の腰折山で、松山市の梅村甚太郎が採集した標本により、牧野富太郎 (1902)によって新種として記載された。牧野は、記載文において、Viola variegata Fisch. に最も近いが、柱頭の形が異なるとして新種とした経緯がある。

## 種の保全状況評価
都道府県のレッドデータ、レッドリストの選定状況は次の通り。
青森県-希少野生生物（Cランク）、岩手県-Bランク、秋田県-絶滅危惧種IA類(CR)、栃木県-準絶滅危惧（Cランク）、群馬県-絶滅危惧Ⅱ類(VU)、埼玉県-絶滅危惧種IA類(CR)、東京都-絶滅危惧種IA類(CR)、神奈川県-絶滅危惧種IA類(CR)、静岡県-要注目種：現状不明(N-I)、広島県-絶滅危惧II(VU)、愛媛県-絶滅危惧種IA類(CR)
- 松山市指定天然記念物 - 別名の「イヨスミレ」の名称で1982年指定[11]。

## ギャラリー

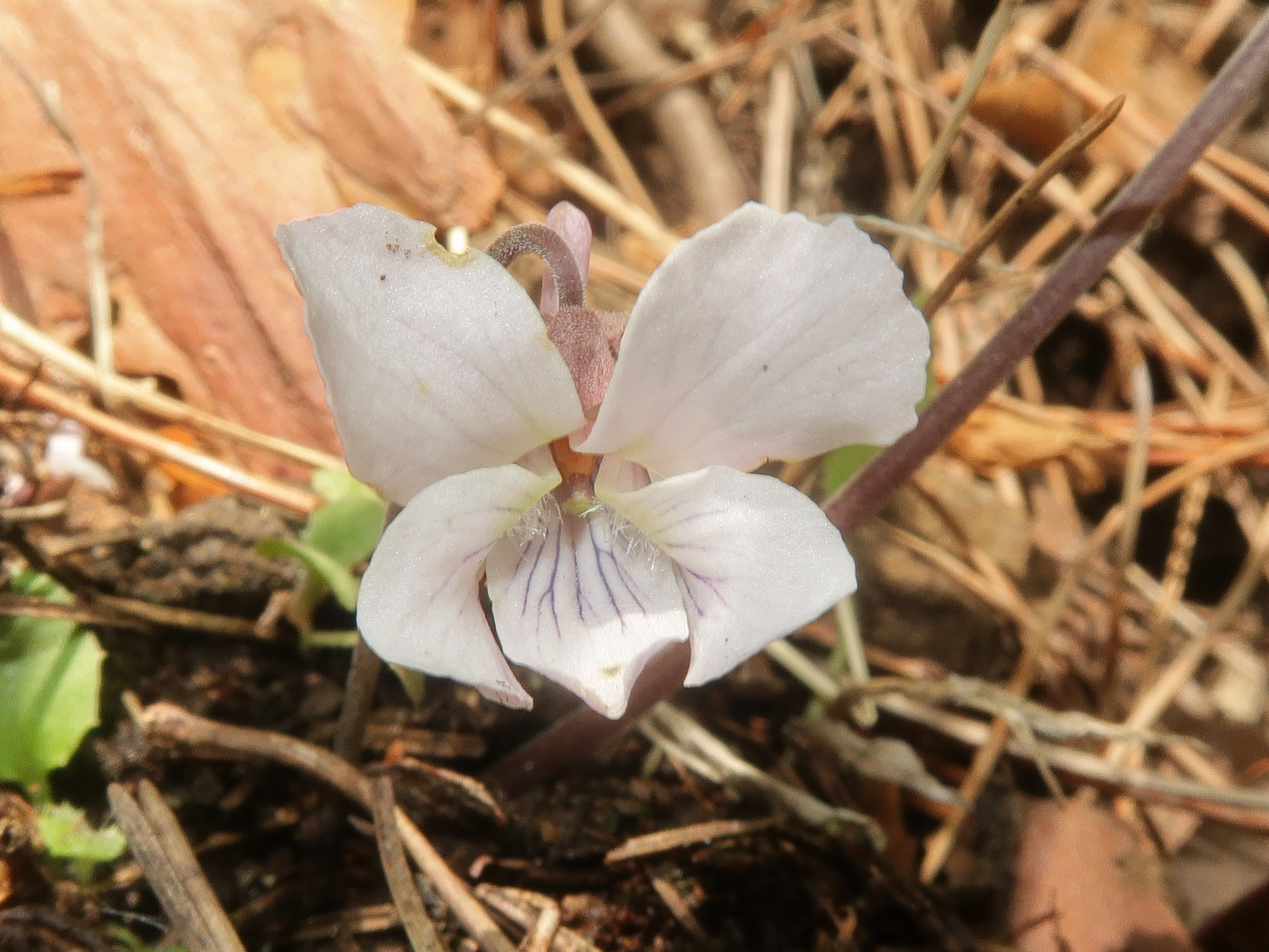
花は淡紅紫色。花弁に紫色の条があり、側弁の基部に毛が生える。花柱はカマキリの頭形になり、花柱上部の両翼は左右に張り出す。
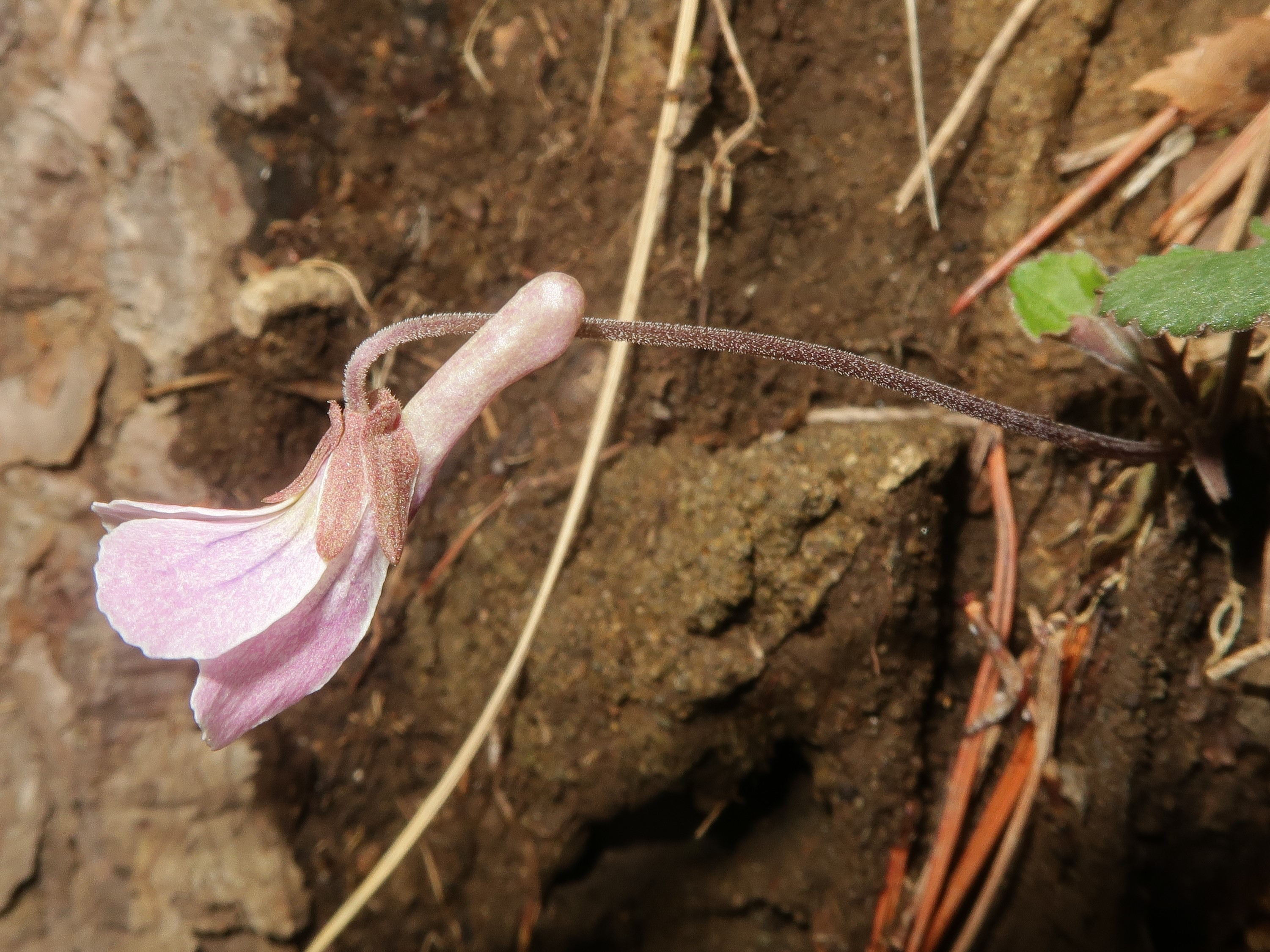
唇弁の距は太くてやや長いか細長く、紫色をおびる。花柄に短毛が密生する。
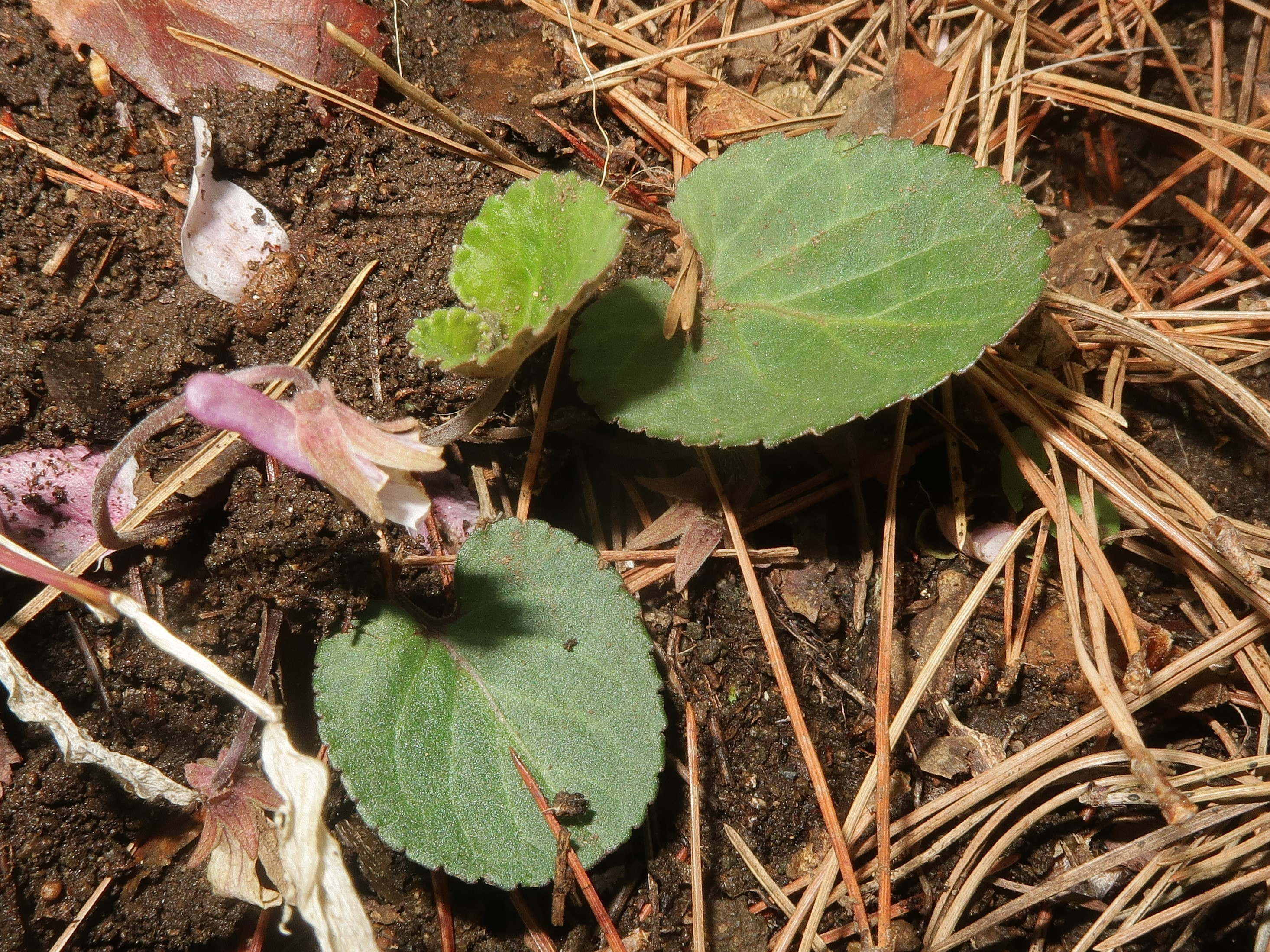
葉は平開し、葉身は円心形から広卵心形で、先端は円頭、基部は深い心形になり、縁には低く円い鋸歯がある。表面は暗緑色。
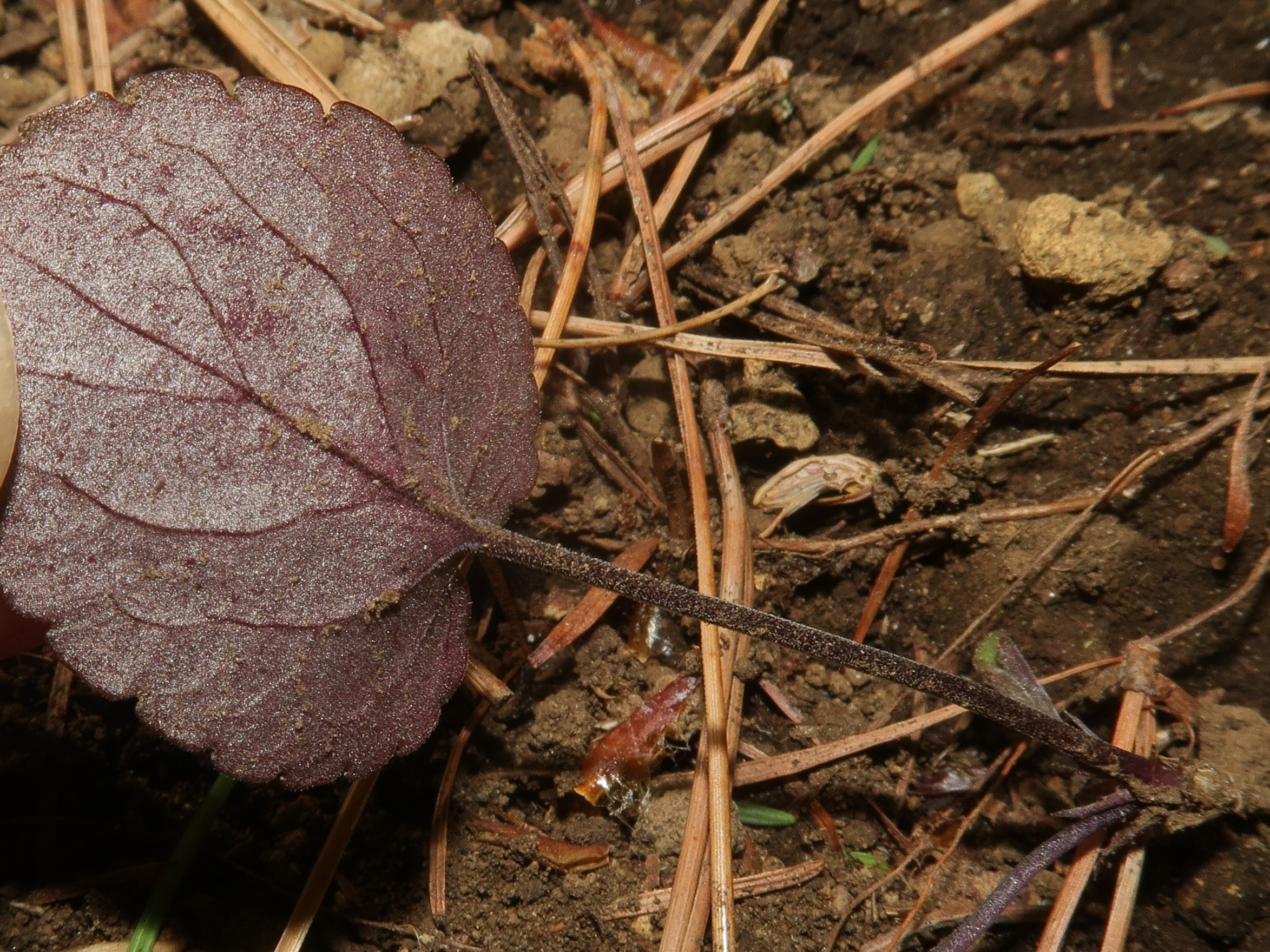
葉の裏面は紫色をおび、葉柄は濃紫色になりふつう短毛が密生する。
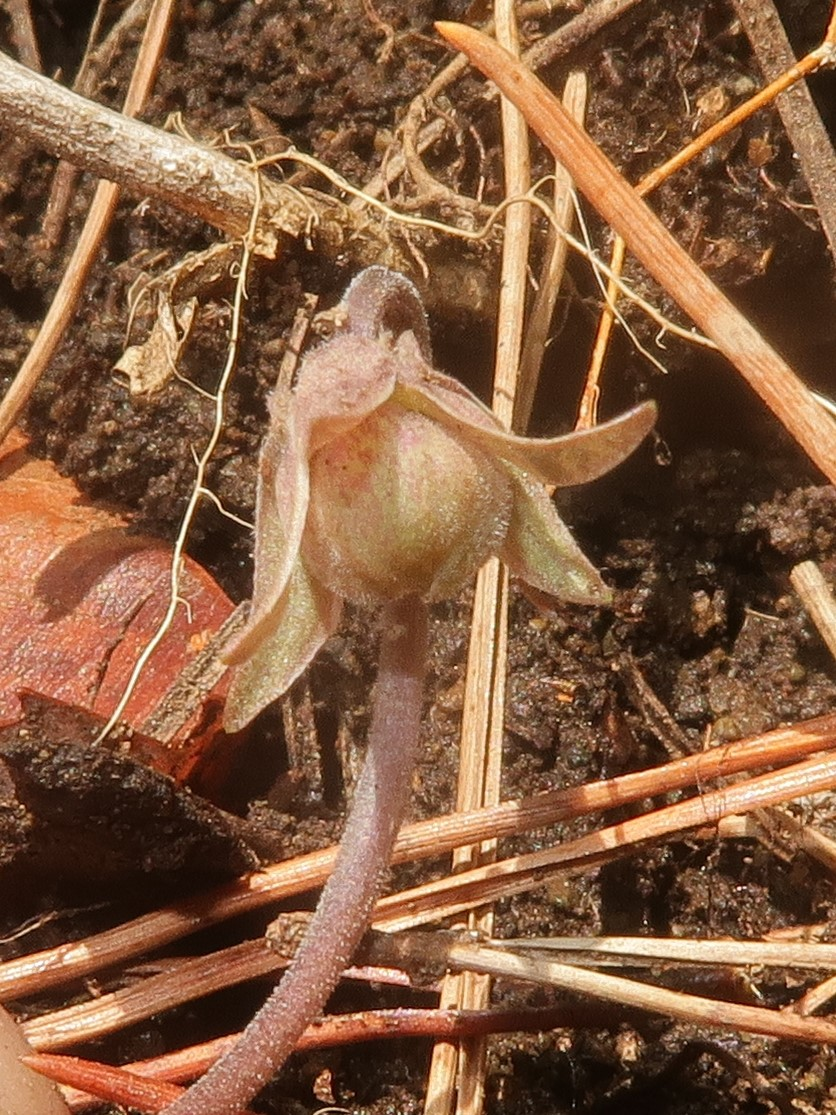
果実は楕円状の蒴果で、短毛が生える。

## 交雑種
- キタザワスミレ Viola japonica Langsd. ex DC. × V. variegata Fisch. ex DC. var. nipponica Makino - コスミレ×ゲンジスミレ[13]
- カクマスミレ Viola phalacrocarpa Maxim. × V. variegata Fisch. ex Ging. var. nipponica Makino - アカネスミレ×ゲンジスミレ[14]
- フクザワスミレ Viola variegata Fisch. ex DC. var. nipponica Makino × V. yedoensis Makino - ゲンジスミレ×ノジスミレ[15]
- キソスミレ Viola × kisoana Nakai - スミレ×ゲンジスミレ[16]
- スズキスミレ Viola × suzukii Hort. ex F.Maek. et T.Hashim., nom. nud. – ヒメスミレ? ×ゲンジスミレ[17]